# Patrick van Kalken
Patrick van Kalken (Róterdam, 29 de septiembre de 1975) es un deportista neerlandés que compitió en judo. Ganó una medalla de bronce en el Campeonato Mundial de Judo de 1999 y dos medallas en el Campeonato Europeo de Judo, oro en 2000 y bronce en 1998.

## Palmarés internacional
| Campeonato Mundial | Campeonato Mundial       | Campeonato Mundial | Campeonato Mundial |
| Año                | Lugar                    | Medalla            | Categoría          |
| ------------------ | ------------------------ | ------------------ | ------------------ |
| 1999               | Birmingham (Reino Unido) | Medalla de bronce  | –66 kg             |
| Campeonato Europeo |                          |                    |                    |
| Año                | Lugar                    | Medalla            | Categoría          |
| 1998               | Oviedo (España)          | Medalla de bronce  | –66 kg             |
| 2000               | Breslavia (Polonia)      | Medalla de oro     | –66 kg             |